# Strategische bommenwerper
Een strategische bommenwerper is een zwaar vliegtuig dat gemaakt is om grote ladingen bommen in een keer mee te kunnen nemen voor een bombardement op grote schaal. Het aantal bommen dat een strategische bommenwerper meeneemt hangt af van het gewicht van de bommen. Afhankelijk van de hoeveelheid bommen kan een strategische bommenwerper een gebied over een afstand van 6000 km bombarderen.
In tegenstelling tot tactische bombardementen, die vooral worden uitgevoerd om doelgericht vijandige doelwitten (zoals voertuigen of vliegtuigen) uit te schakelen, worden strategische bombardementen vaak uitgevoerd om vijandige fabrieken, installaties en steden te vernietigen.
Zowel de Verenigde Staten als Rusland hebben strategische bommenwerpers in hun arsenaal. India heeft vier van de Russische bommenwerpers in bruikleen.

## Wereldoorlogen
Reeds tijdens de Eerste Wereldoorlog werd er geëxperimenteerd met vliegtuigen die meerdere bommen mee konden nemen om zo een groot aantal vijandige doelen in een keer uit te kunnen schakelen. Enkele modellen waren de Italiaanse Caproni Ca.1, de Duitse Zeppelin-Staaken R.VI en de Britse Handley Page V/1500.
Strategische bommenwerpers werden eveneens ingezet tijdens de Tweede Wereldoorlog. Bij aanvang van deze oorlog waren het vooral kleinere vliegtuigen die hiervoor werden ingezet. Grotere modellen met vier motoren werden later in de oorlog ontwikkeld.
Tegen het einde van de Tweede Wereldoorlog werden strategische bommenwerpers op grote schaal ingezet om vijandige steden te bombarderen.

## Koude Oorlog en verder
Tijdens de Koude Oorlog werd de ontwikkeling en productie van strategische bommenwerpers voortgezet. Zowel de Amerikanen, bijgestaan door het Verenigd Koninkrijk, als de Sovjet-Unie hielden deze bommenwerpers, vaak geladen met kernbommen, permanent gereed als onderdeel van de MAD-strategie.
Sinds het einde van de Koude Oorlog zijn strategische bommenwerpers uitsluitend met conventionele wapens ingezet.
Tijdens onder andere de Golfoorlog van 1990-1991, de oorlog in Afghanistan en de Irakoorlog van 2003 werden Amerikaanse B-52's en B-1's ingezet voor zowel strategische als tactische bombardementen.

## Bekende strategische bommenwerpers

### Eerste Wereldoorlog
- Caproni Ca.1
- Caproni Ca.3, 1.700 lb
- Gotha G.IV, 1.100 lb
- Gotha G.V, 1.100 lb
- Handley Page Type O, 2.000 lb
- Handley Page V/1500, 7.500 lb
- Ilja Moeromets, 1.100 lb
- Zeppelin-Staaken R.VI, 4.400 lb
- Zeppelin, ongeveer 5.000 lb

### Tweede Wereldoorlog
- Avro Lancaster, 22.000 lb
- B-17 Flying Fortress, 17.410 lb[2]
- B-24 Liberator, 8.000 lb
- B-29 Superfortress, 20.000 lb
- Handley Page Halifax, 13.000 lb[3]
- Heinkel He 177, 15.870 lb
- Petlyakov Pe-8, 11.000 lb
- Short Stirling, 18.000 lb

### Koude Oorlog
- Avro Vulcan, 21.000 lb
- B-36 Peacemaker, 72.000 lb
- B-45 Tornado, 22.000 lb
- B-47 Stratojet, 25.000 lb
- B-50 Superfortress, 28.000 lb
- B-52 Stratofortress, 60.000 lb
- B-58 Hustler, 19.450 lb
- Dassault Mirage IV, 3.000 lb
- FB-111A, een variant op de F-111 'Aardvark'
- Handley Page Victor
- Mjasisjtsjev M-4, 52.910 lb
- Toepolev Tu-4
- Toepolev Tu-16, 20.000 lb
- Toepolev Tu-95, 33.000 lb
- Toepolev Tu-22M, 46.300 lb
- Vickers Valiant

### Later
- B-1 Lancer, 75.000 lb[4]
- B-2 Spirit, 50.000 lb
- B-52 Stratofortress, 60.000 lb
- Toepolev Tu-22M, 46.300 lb
- Toepolev Tu-95, 33.000 lb
- Toepolev Tu-160, 88.200 lb
- B-21 Raider

### Toekomst
- De Russen werken aan de Toepolev PAK DA.[5] China werkt aan de Xian H-20.

## Fotogalerij

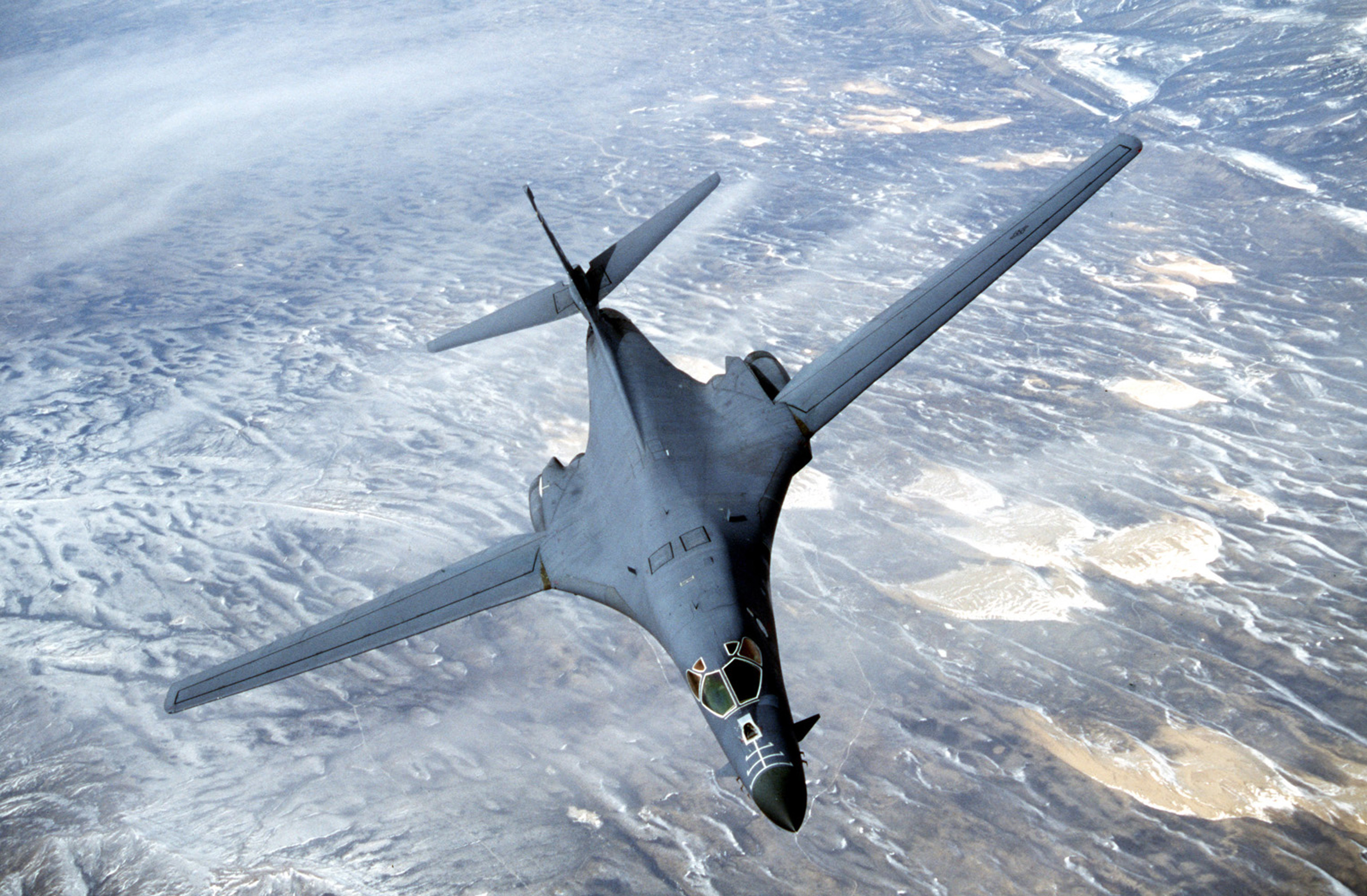
B-1 Lancer
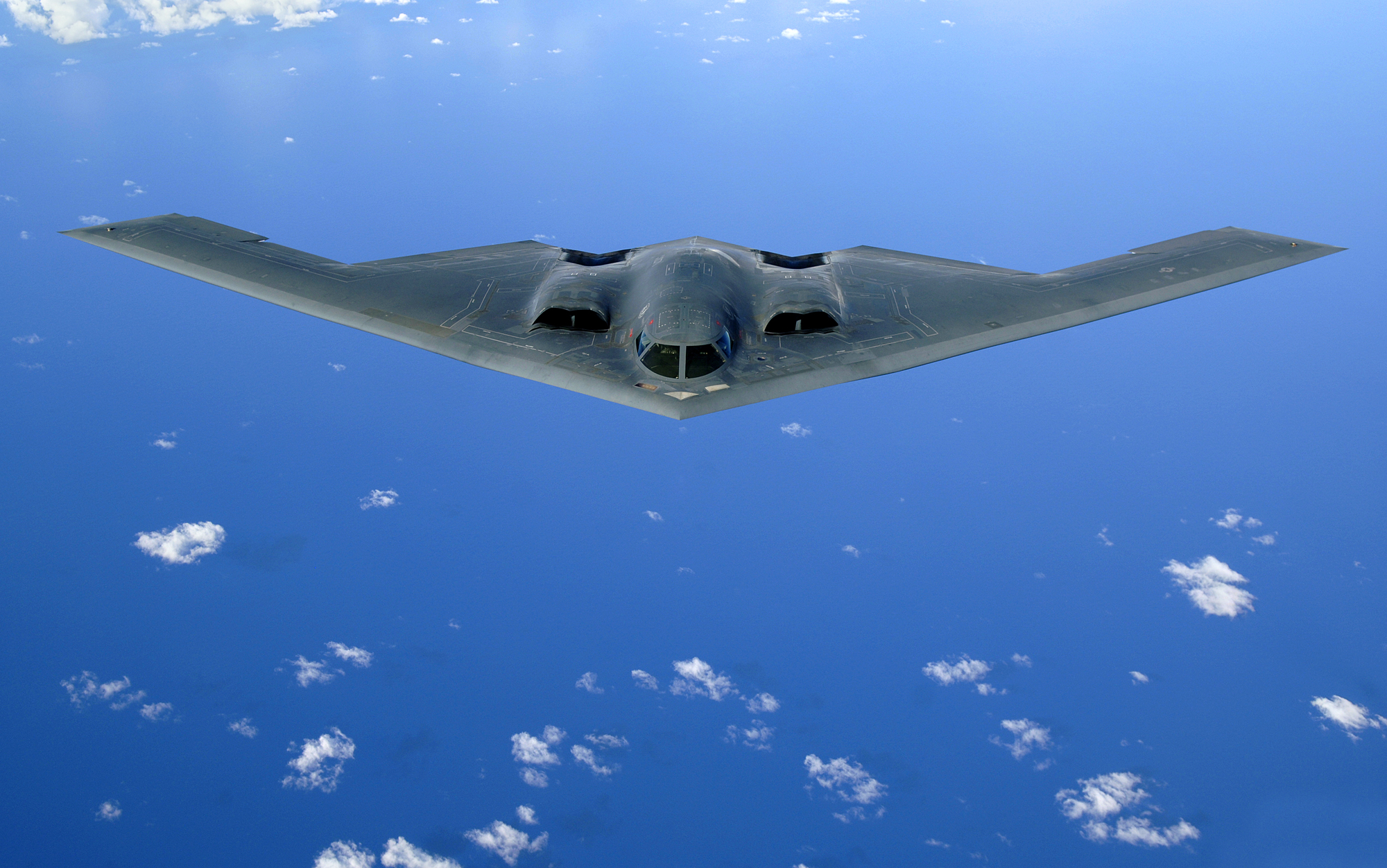
USAF B-2 Spirit
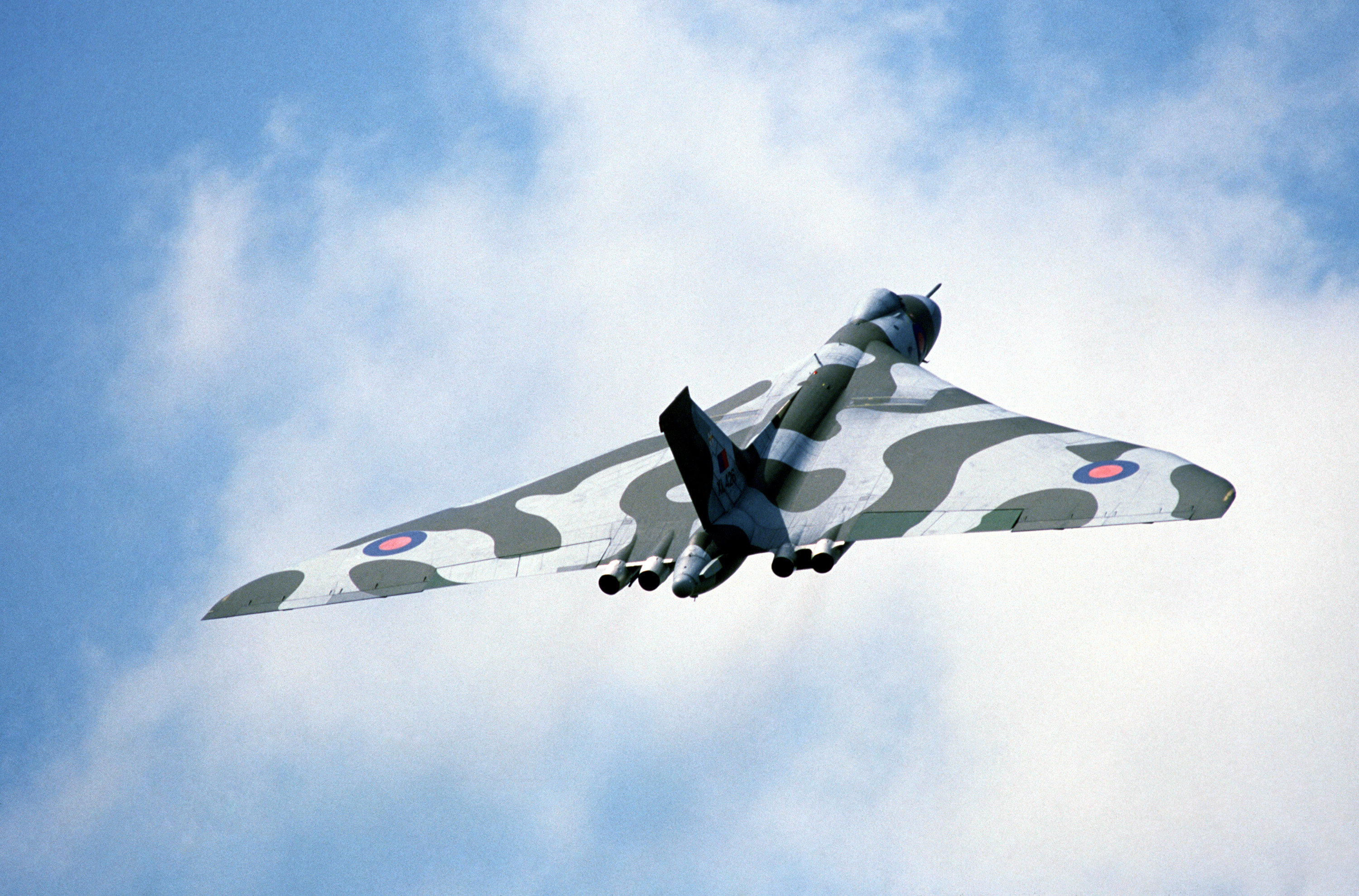
RAF Avro Vulcan
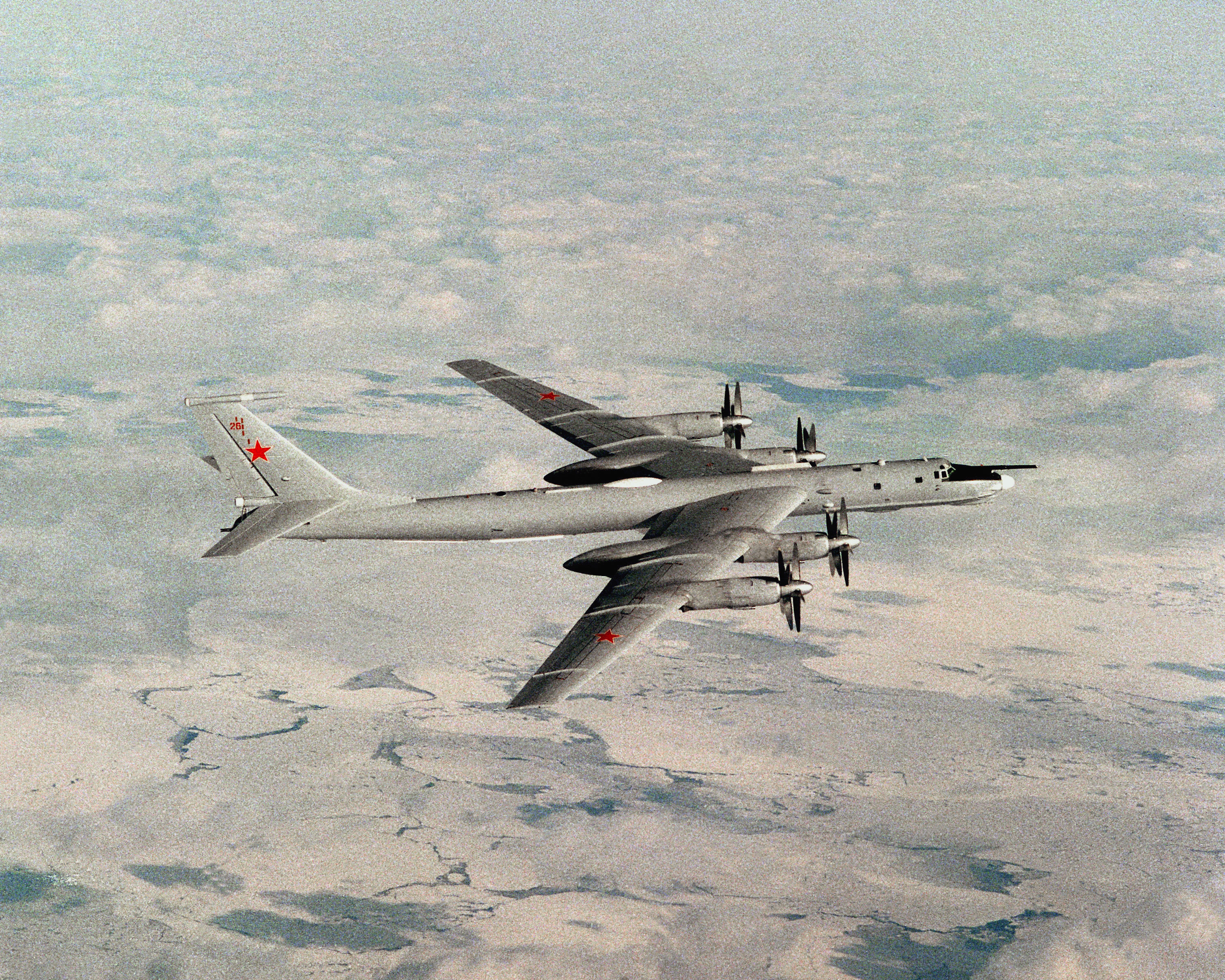
Toepolev Tu-95
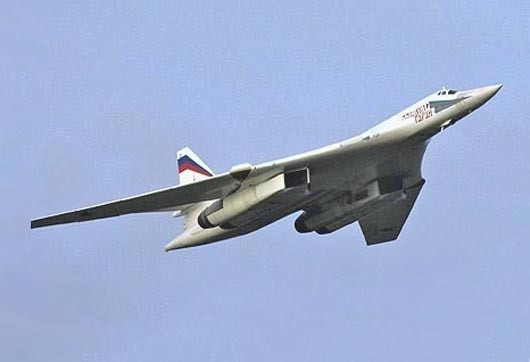
Toepolev Tu-160
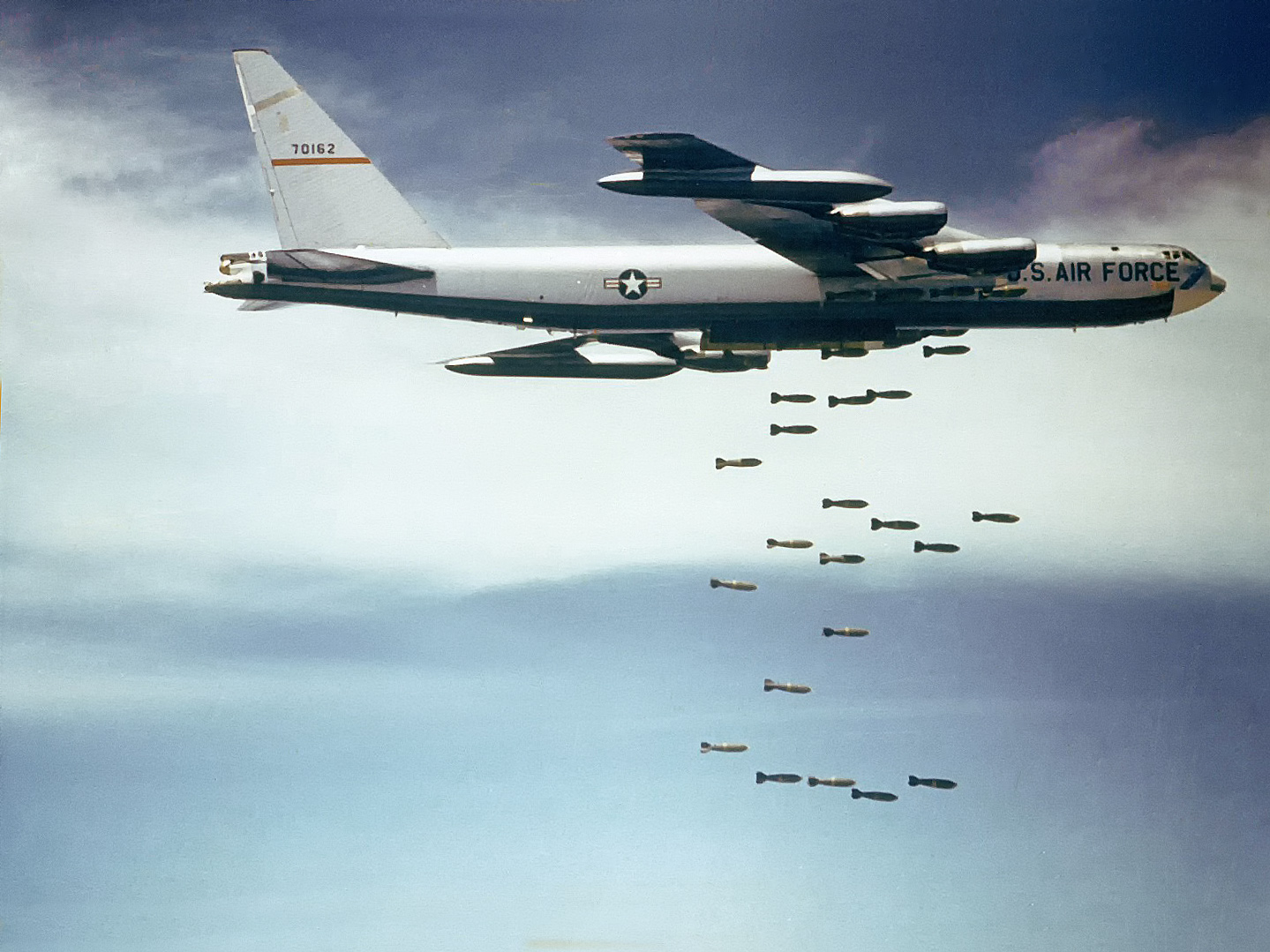
B-52 Stratofortress
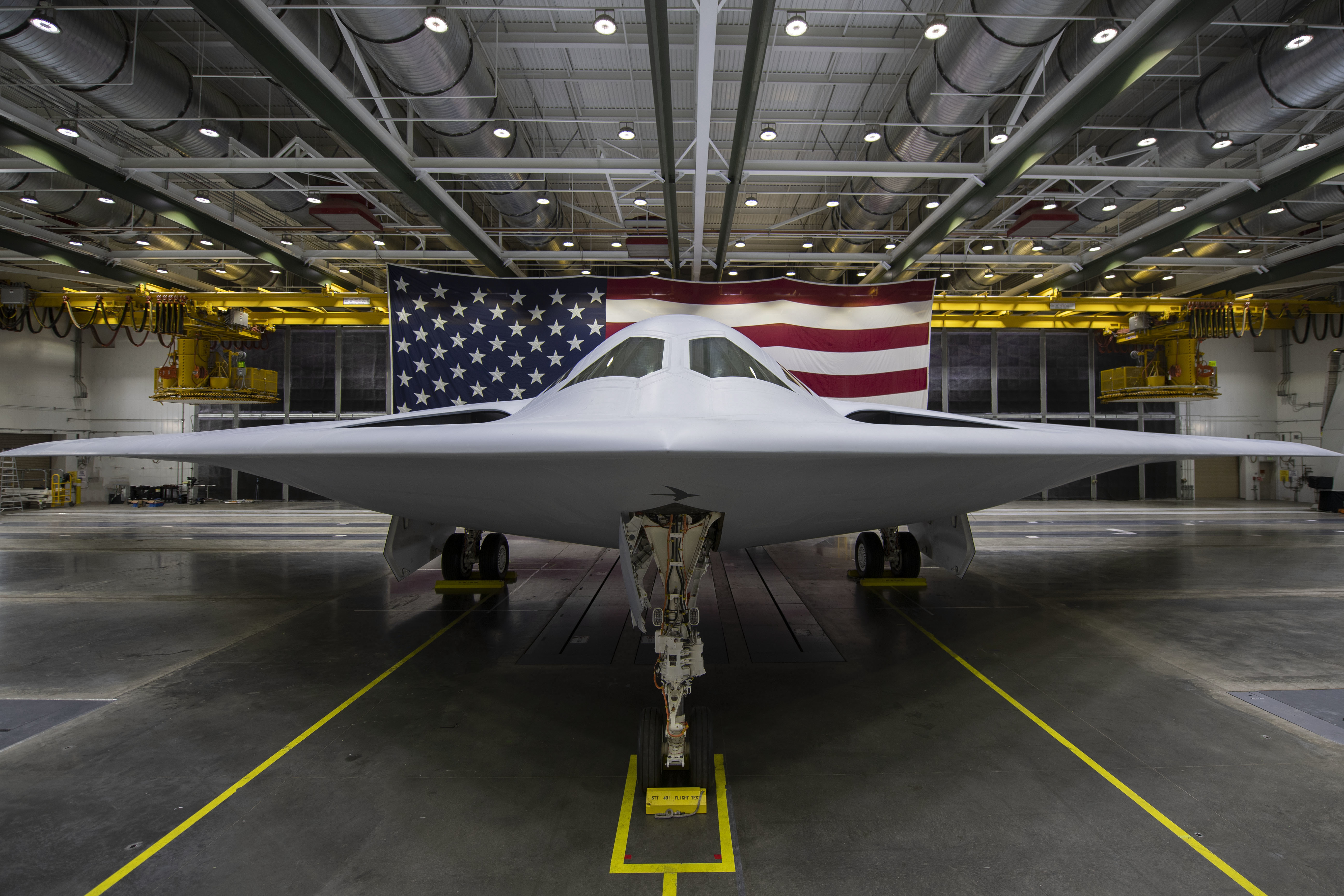
B-21 Raider